# San Giovanni Battista (Caravaggio Borghese)
Il San Giovanni Battista è un dipinto di Caravaggio, realizzato nel 1610.

## Storia e descrizione
Il dipinto viene realizzato nella primavera del 1610 a Napoli per il Cardinale Scipione Borghese, affinché egli potesse restituirgli la libertà negatagli con la condanna a morte da lui firmata. Nonostante gli inventari si riferiscano al dipinto come a un San Giovanni Battista, è stato dimostrato che il quadro raffigura invece un Buon Pastore, che chiede al Borghese, pastore della Chiesa, di perdonare il pittore, rappresentatosi come pecorella smarrita che torna alla vite eucaristica.
La posizione del personaggio allude chiaramente alla firma richiesta da Caravaggio al Cardinale, allora ministro di Giustizia, con la posizione delle mani, che tengono uno stelo di canna, strumento scrittorio. La presa a forbice allude infine al fatto che la mano sinistra, quella negativa, che aveva precedentemente firmato la condanna a morte per l'omicidio del Tomassoni, cancella la condanna firmando una nuova grazia, aiutata dalla mano positiva della misericordia, la destra, che ne stringe il polso.
Non ci sono esemplari di verbasco nell'avampiano dell'opera, né altri elementi iconografici che permettano di riconoscere il soggetto del dipinto come San Giovanni Battista giovane, nel deserto. L'ovino raffigurato è stato invece identificato da Marco Masseti con un esemplare di pecora appenninica, che presenta le corna anche nel genere femminile.
Il dipinto non fu esposto inizialmente nella Galleria Borghese, ma nel Palazzo Borghese di Ripetta, forse per nasconderlo, dopo la morte di Caravaggio, che muore per recuperare questo lasciapassare per la vita, a Porto Ercole, dopo che il quadro era stato portato lì dalla feluca che lo trasportava a Roma. Arrestato al porto di Palo, Caravaggio non ha preso il prezioso carico e, invece di proseguire per Roma, prende la pericolosa decisione di inseguire il dipinto, dono diplomatico che gli avrebbe fruttato il perdono.